# Eerlijkheid
Eerlijkheid is persoonlijke integriteit of het ontbreken van bedrog, leugens of verdoezeling van feiten. Oneerlijkheid is daar het tegengestelde van. Hoewel eerlijkheid veelal positief wordt gewaardeerd, kan een overmaat aan eerlijkheid negatief worden opgevat. Niettemin is de perceptie van eerlijkheid in persoonlijke relaties een bijna noodzakelijke voorwaarde voor vertrouwen. Eerlijkheid wordt nogal eens verward met openhartigheid.

## Eerlijk en oneerlijk gedrag
De gedragseconoom Dan Ariely onderscheidt de tegenstelling tussen de wens om voordeel te hebben van oneerlijkheid en de wens om zichzelf als respectabel mens te beschouwen. De ene optie zou de ander uit moeten sluiten waarbij in de besluitvorming een keuze gemaakt wordt aan de hand van de eigen ethische standaard van waarden en normen. Door echter het eigen handelen te rationaliseren kan dit omzeild worden. Psycholoog Bandura spreekt daarbij over morele ontkoppeling. Oneerlijk gedrag wordt gerechtvaardigd waardoor cognitieve dissonantie voorkomen wordt.
Naast een morele keuze tussen eerlijk en oneerlijk gedrag, is er volgens de socio-econoom Gary Becker ook sprake van een kosten-batenanalyse waarbij de voor- en nadelen worden afgewogen. Om dit te testen, deed Ariely onderzoek bij zo'n 30.000 personen en kwam tot de conclusie dat hier nauwelijks sprake van was. Slechts twaalf personen bleken op grote schaal oneerlijk te zijn, terwijl zo'n 18.000 mensen een klein beetje vals hadden gespeeld. Het grote bedrog had $150 gekost, terwijl het kleine bedrog zo'n $36.000 bedroeg. Dit sluit aan bij de conclusie van Bandura:
Wil het kwaad kunnen zegevieren, dan moeten veel goede mensen elk een beetje kwaad doen, op een moreel onthechte manier, zonder dat zij zich bekommeren om het menselijk leed dat ze collectief veroorzaken.
Dit wordt vergemakkelijkt als de psychologische afstand groter wordt. Zodra de psychologische afstand groter wordt, wordt oneerlijk zijn tegen een ander gemakkelijker. Meerdere lagen worden toegevoegd via instrumenten als betaalkaarten en organisaties als banken. Dit maakt dat men niet direct met een persoon hoeft te handelen, zodat ontmenselijking optreedt.
Hoewel dus de grootte van het bedrag nauwelijks van invloed bleek op het valsspelen, nam het bedrog enigszins af bij grotere bedragen. Als het een klein bedrog betreft, geeft dit mensen de kans de gevolgen te bagatelliseren. Het kunnen ontkennen van kwalijke gevolgen door het eigen handelen, maakt het makkelijker om dit gedrag vol te houden zonder zelfregulering of zelfsanctie toe te moeten passen. Ook de pakkans bleek nauwelijks van invloed, evenmin als de strafmaat en het referentie-effect. Wel van invloed is de sociale omgeving; als daarin valsspelen de norm lijkt te zijn, dan wordt het makkelijker dit gedrag ook te vertonen, wat eerst als deviant gedrag beschouwd was, wordt dan de norm.
Wat Ariely ook zag, was dat er een omslagpunt bestaat door het what-the-hell-effect. Zodra er eenmaal een klein bedrog heeft plaatsgevonden, kan dit de motivatie om respectabel verdrag te vertonen doen verminderen. Zodra er eenmaal een rechtvaardiging voor klein bedrog is gevonden, is het eenvoudiger om dit ook voor groot bedrog toe te passen. Zodra de grens is overschreden, is het kwaad toch al geschied en kan er maar beter maximaal van geprofiteerd worden. Om deze rechtvaardiging vol te houden, kan wat beschouwd werd als deviant gedrag zelfs de norm worden. Toegeven dat dit gedrag onacceptabel is, zou immers impliceren dat het kleine bedrog ook onacceptabel was en men geen respectabel persoon is.

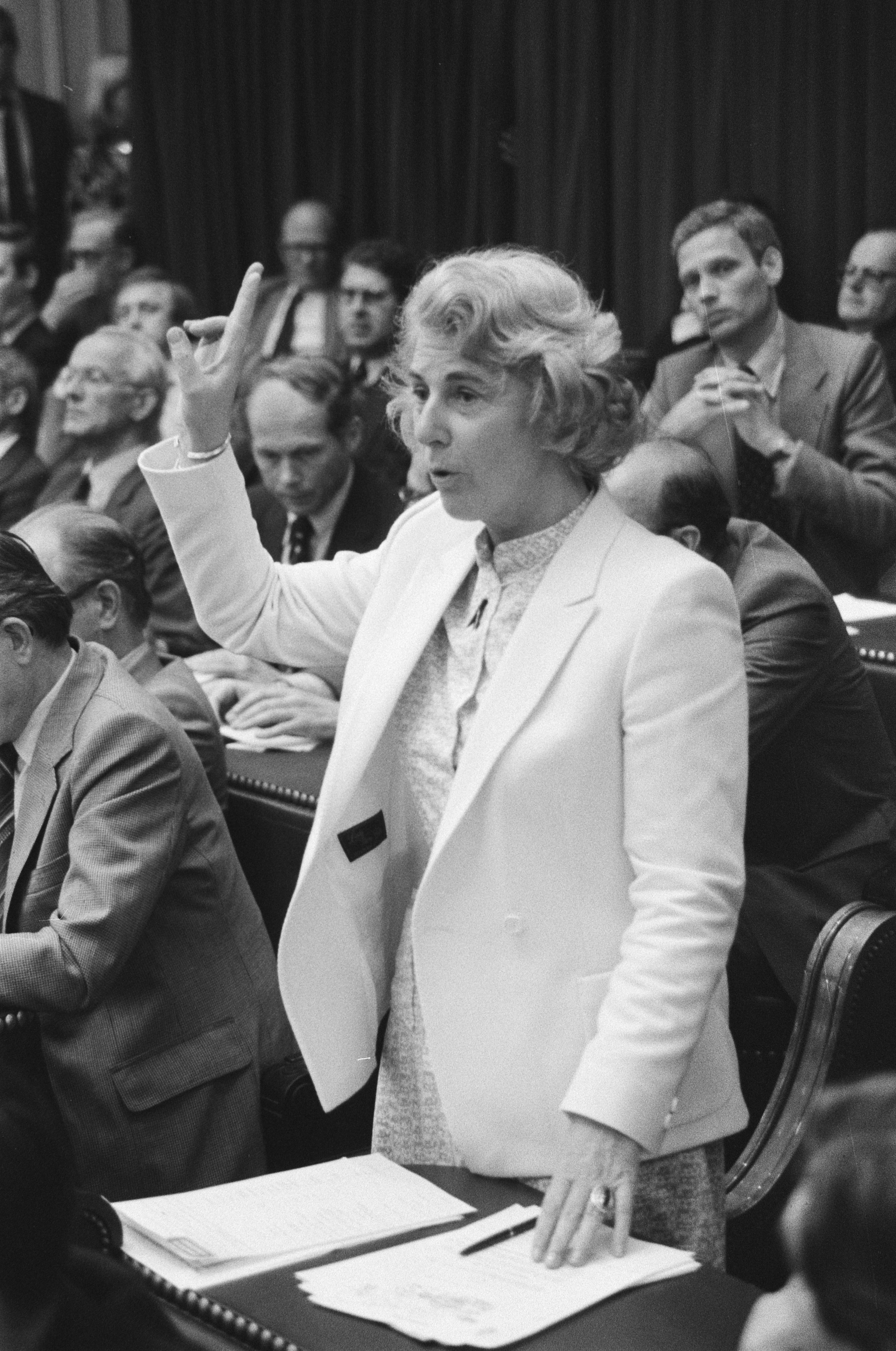
De Nederlandse minister Gardeniers tijdens haar beëdiging. De herinnering aan een morele code heeft een positief effect op de eerlijkheid

Ariely onderzocht ook het effect van de biecht. Dit bleek een positief te hebben op de eerlijkheid. Waar verwacht zou kunnen worden dat de moraal vrijer zou worden zodra slechte daden vergeven worden, bleek echter het bieden van een nieuwe start meer eerlijkheid voort te brengen. Aansluitend bleek dat eerlijkheid gestimuleerd werd door mensen te herinneren aan een morele code, zoals de tien geboden of het afleggen van een eed. Dit onderzoek bleek echter niet te reproduceren. Ariely werd zo onderdeel van de replicatiecrisis en ironisch genoeg werd hij bij een andere studie over oneerlijkheid zelfs beschuldigd van wetenschappelijke fraude, waarna de studie ingetrokken werd.
Wat veelal optreedt, is een belangenverstrengeling waarbij de sociale positie van belang is. Deze positie bepaalt mede de sociale perceptie waardoor de eigen interpretatie beïnvloed wordt. Afhankelijk van de positie wordt dan wel de ene, dan wel de andere waarde van groter belang geacht.
Volgens dit alles stelt Ariely dat het niet afdoende is om de zwarte schapen te verwijderen, aangezien er bij voldoende perverse prikkels altijd weer nieuw bedrog op zal treden. In plaats daarvan moet het proces worden aangepast zodat er sprake is van positieve prikkels.

## Eerlijkheid en waarheid
Hoewel eerlijkheid veelal met de waarheid in verband wordt gebracht, hoeft een onware uitspraak niet te duiden op oneerlijkheid; de spreker kan tenslotte overtuigd zijn van de waarheid van de uitspraak. Anderzijds kan een ware uitspraak worden ingezet om iemand te bedriegen of oneerlijk voordeel te verwerven. Zo maken propaganda en reclame vaak gebruik van stellingen die waar zijn, maar die zodanig worden gebruikt dat een voor de propagandist gewenste, maar onware conclusie wordt gesuggereerd - wat een vorm is van oneerlijkheid.

## In sport en spel
Hoewel het woord fair soms eerlijk betekent, houdt de Engelse term fair play vooral een verplichting in zich aan de regels van het spel te houden; een overtreding duidt niet automatisch op oneerlijkheid. De grens tussen eerlijk en oneerlijk wordt pas overschreden als de regels heimelijk worden overtreden, dit is valsspelen.